# Semidalis vicina
Semidalis vicina är en insektsart som först beskrevs av Hagen 1861.  Semidalis vicina ingår i släktet Semidalis och familjen vaxsländor. Inga underarter finns listade i Catalogue of Life.